# Zosterops mouroniensis
Zosterops mouroniensis е вид птица от семейство Zosteropidae. Видът е световно застрашен, със статут Уязвим.

## Разпространение
Видът е разпространен в Коморските острови.